# Tomice (gromada w powiecie wadowickim)
Tomice (od 30 VI 1960 Radocza) – dawna gromada, czyli najmniejsza jednostka podziału terytorialnego Polskiej Rzeczypospolitej Ludowej w latach 1954–1972.
Gromady, z gromadzkimi radami narodowymi (GRN) jako organami władzy najniższego stopnia na wsi, funkcjonowały od reformy reorganizującej administrację wiejską przeprowadzonej jesienią 1954 do momentu ich zniesienia z dniem 1 stycznia 1973, tym samym wypierając organizację gminną w latach 1954–1972.
Gromadę Tomice z siedzibą GRN w Tomicach utworzono – jako jedną z 8759 gromad na obszarze Polski – w powiecie wadowickim w woj. krakowskim, na mocy uchwały nr 31/IV/54 WRN w Krakowie z dnia 6 października 1954. W skład jednostki weszły obszary dotychczasowych gromad Tomice i Radocza ze zniesionej gminy Wadowice w tymże powiecie. Dla gromady ustalono 23 członków gromadzkiej rady narodowej.
Gromadę Tomice zniesiono 30 czerwca 1960 w związku z przeniesieniem siedziby GRN z Tomic do Radoczy i przemianowaniem jednostki na gromada Radocza. 
Funkcje administracyjne Tomice odzyskały z dniem 1 stycznia 1973, kiedy to utworzono gminę Tomice.